# نادي لوجرونيس
نادي سوسيداد ديبورتيفا لوجرونيس (بالإسبانية: Sociedad Deportiva Logroñés)‏ هو فريق كرة قدم إسباني مقره في لوغرونيو ، في مجتمع لاريوخا المتمتع بالحكم الذاتي. تأسس في عام 2009، ويلعب في الدوري الإسباني الدرجة الرابعة Segunda Federación ألوان الفريق هي القمصان البيضاء والحمراء والشورتات السوداء.

## تاريخ
تأسس نادي لوجرونيس في عام 2009، في أعقاب المشاكل الاقتصادية الخطيرة التي أدت إلى زوال نادي منطقة لا ريوخا التاريخي نادي ديبورتيفو لوغرونيس . تأسيس النادي في يوم 4 يونيو 2009 . 
في موسمه الأول في المستوى الرابع، أنهى الفريق الموسم في المركز الثاني، بعد أن خرج في التصفيات على يد خيمناستيك شقوبية. كانت الموسم التالي أكثر نجاحًا، حيث فاز النادي بمجموعته وصعد لأول مرة إلى دوري الدرجة الثانية ب (الدوري الإسباني الدرجة الثالثة) بعد الفوز على بينيا سبورت في مدينة تافالا، بعد خسارة أول مبارة 0–3 (ولكن في النهاية فاز 4–3 في مجموع المباراتين) في 27 مايو 2012.  في عام 2014، عاد الفريق إلى الدرجة الرابعة  واحتل المركز الثالث في موسم 2014-2015 هناك. 
في فبراير 2019، تم تعيين ألبرت أغويلا مدربًا للنادي. 

## المواسم
| الموسم   | الدرجة                         | إسم الدوري الفعلي بالإسبانية            | الترتيب    | كأس ملك إسبانيا |
| -------- | ------------------------------ | --------------------------------------- | ---------- | --------------- |
| 2009–10  | الدوري الإسباني الدرجة الخامسة | Reg. Pref.                              | البطل      |                 |
| 2010–11 ‏ | الدوري الإسباني الدرجة الرابعة | 3ª                                      | الوصيف     |                 |
| 2011–12 ‏ | الدوري الإسباني الدرجة الرابعة | 3ª                                      | البطل      |                 |
| 2012–13  | الدوري الإسباني الدرجة الثالثة | 2ª B (الدوري الإسباني الدرجة الثانية ب) | العاشر     | الدور الثاني    |
| 2013–14  | الدوري الإسباني الدرجة الثالثة | 2ª B (الدوري الإسباني الدرجة الثانية ب) | السابع عشر |                 |
| 2014–15 ‏ | الدوري الإسباني الدرجة الرابعة | 3ª                                      | الثالث     |                 |
| 2015–16 ‏ | الدوري الإسباني الدرجة الرابعة | 3ª                                      | الوصيف     |                 |
| 2016–17 ‏ | الدوري الإسباني الدرجة الرابعة | 3ª                                      | الثالث     |                 |
| 2017–18 ‏ | الدوري الإسباني الدرجة الرابعة | 3ª                                      | الوصيف     |                 |
| 2018–19 ‏ | الدوري الإسباني الدرجة الرابعة | 3ª                                      | الوصيف     |                 |
| 2019–20 ‏ | الدوري الإسباني الدرجة الرابعة | 3ª                                      | البطل      | الدور الأول     |
| 2020–21 ‏ | الدوري الإسباني الدرجة الثالثة | 2ª B (الدوري الإسباني الدرجة الثانية ب) | الثالث     | الدور الأول     |
| 2021–22  | الدوري الإسباني الدرجة الثالثة | 1ª RFEF                                 | الثالث عشر | الدور الأول     |
| 2022–23 ‏ | الدوري الإسباني الدرجة الثالثة | 1ª Fed.                                 | التاسع     |                 |
| 2023–24  | الدوري الإسباني الدرجة الثالثة | 1ª Fed.                                 | التاسع عشر |                 |
| 2024–25  | الدوري الإسباني الدرجة الرابعة | 2ª Fed.                                 |            |                 |

- 3 مواسم في Primera Federación /Primera División RFEF (الدوري الإسباني الدرجة الثالثة حاليًا)
- 3 مواسم في دوري الدرجة الثانية ب (Segunda División B) (الدوري الإسباني الدرجة الثالثة سابقًا)
- موسم واحد في Segunda Federación (الدوري الإسباني الدرجة الرابعة حاليًا)
- 8 مواسم في Tercera División (الدوري الإسباني الدرجة الثالثة سابقًا)
- موسم واحد في Regional Preferente (الدوري الإسباني الدرجة الخامسة سابقًا)

## الفريق الحالي
آخر تحديث 1 فبراير 2024.
ملاحظة: تشير الأعلام إلى المنتخب الوطني على النحو المحدد في قواعد الأهلية للفيفا. قد يحمل اللاعبون أكثر من جنسية واحدة غير تابعة للفيفا.
| الرقم | البلد   | المركز | اللاعب                   |
| ----- | ------- | ------ | ------------------------ |
| 1     | إسبانيا | حارس   | أندير إيرو               |
| 2     | إسبانيا | مدافع  | أدريان تريسبالاسيوس      |
| 3     | إسبانيا | مدافع  | خايمي باريديس            |
| 4     | إسبانيا | مدافع  | خافيير موروا             |
| 5     | إسبانيا | مدافع  | خون أورتينيتزي           |
| 6     | إسبانيا | مدافع  | جيكسان إلوسيجي           |
| 7     | إسبانيا | مهاجم  | أوسكار فرنانديز غونزاليس |
| 8     | إسبانيا | وسط    | خافي كاستييانو           |
| 9     | إسبانيا | مهاجم  | فابيان لوزي              |
| 10    | إسبانيا | مهاجم  | فيرني                    |
| 11    | النمسا  | مهاجم  | مارك أندريه شميربوك      |
| 13    | إسبانيا | حارس   | Oriol Martí              |

| الرقم | البلد               | المركز | اللاعب                             |
| ----- | ------------------- | ------ | ---------------------------------- |
| 14    | فنزويلا             | مدافع  | أدريان كوفا                        |
| 15    | إسبانيا             | وسط    | كورو مونيوز (معار من نادي قادش ب ‏) |
| 16    | إسبانيا             | مدافع  | إيمانول إزكورديا                   |
| 17    | إسبانيا             | مهاجم  | جوردي اسكوبار                      |
| 18    | جمهورية الدومينيكان | مدافع  | ماني رودريجيز                      |
| 19    | إسبانيا             | مهاجم  | مايكل كونيجيرو                     |
| 20    | إسبانيا             | وسط    | داميا صابتر                        |
| 21    | إسبانيا             | وسط    | أنطونيو سالادو                     |
| 22    | إسبانيا             | وسط    | دانييل جاريدو                      |
| 23    | إيطاليا             | وسط    | أليسيو ميسيلي                      |
| 27    | إسبانيا             | مهاجم  | أليكس جرايز                        |
|       | إسبانيا             | مهاجم  | روبيو                              |
|       | إسبانيا             | وسط    | باو ميغيليز                        |

## الملعب
يلعب نادي لوجرونيس مبارياته على أرضه في ملعب مونديال 82، الذي يتسع لـ 1500 متفرج.

## روابط خارجية
- باللغة الإسبانية
- Futbolme team profile باللغة الإسبانية